# Cryptoparlatoreopsis euphorbiae
Cryptoparlatoreopsis euphorbiae är en insektsart som beskrevs av Hall och Williams 1962. Cryptoparlatoreopsis euphorbiae ingår i släktet Cryptoparlatoreopsis och familjen pansarsköldlöss. Inga underarter finns listade i Catalogue of Life.